# Clark (série télévisée)
Pour les articles homonymes, voir Clark.
Clark est une série télévisée suédoise de six épisodes de 2022 mettant en vedette Bill Skarsgård, produite par Netflix, sortie le 5 mai 2022. Elle est basée sur la vie de Clark Olofsson  et inclut, les événements du vol de Norrmalmstorg,,.

## Distribution
Sauf indication contraire, les informations mentionnées dans cette section peuvent être confirmées par la base de données cinématographiques IMDb,  présente dans la section « Liens externes ».

### Acteurs principaux
- Bill Skarsgård (VF : Marc Arnaud) : Clark Olofsson
  - Kolbjörn Skarsgård : Clark à 7 ans
  - Lukas Wetterberg : Clark adolescent
- Vilhelm Blomgren (VF : Constantin Pappas) : Tommy Lindström
- Isabelle Grill (VF : Leslie Lipkins) : Madou
- Malin Levanon (VF : Rafaèle Moutier) : Liz
- Hanna Björn (VF : Audrey Sablé) : Maria
- Peter Viitanen (VF : Jérôme Pauwels) : Sten Olofsson, le père de Clark
- Sandra Ilar (VF : Audrey Sourdive) : Ingbritt Olofsson, la mère de Clark
- Björn Gustafsson (VF : Romain Altché) : Kaj-Robert
- Adam Lundgren (VF : Antoine Schoumsky) : Kurre Räven, connu sous le nom de Kurre le renard
- Agnes Lindström Bolmgren (VF : Julie Mouchel) : Ingela
- Christoffer Nordenrot (VF : Jérémy Prévost) : Jan-Erik « Janne » Olsson
- Claes Malmberg : Tage Erlander
- Daniel Hallberg (VF : Mario Bastelica) : Hiller
- Alicia Agneson : Kristin « Kicki » Ehnmark
- Sofie Hoflack : Marijke
- Alida Morberg (VF : Myrtille Bakouche) : Sussi Korsner
- Lina Ljungqvist (VF : Anne-Charlotte Piau) : Lena Nyman

 Source et légende : version française (VF) sur RS Doublage

## Épisodes
1. Si je ne pouvais pas être le meilleur à être le meilleur, j'allais être le meilleur à être le plus mauvais.
2. Je fais les choses à l'envers. Comme si j'étais en mode automatique.
3. On me voit comme un mélange entre Fifi Brindacier et Al Capone.
4. Que la fête commence !
5. Je n'ai jamais eu de vrai boulot. Pas le temps pour ça.
6. J'ai lu tous les livres qui existent, et plus encore.

## Bande son
La musique de la série est composée par Mikael Åkerfeldt, le leader du groupe Progressive/Metal Opeth. Tobias Forge.

## Réception
La réponse critique a été généralement positive de la part des critiques. Sur Rotten Tomatoes, la mini-série a un taux d'approbation de 78% des critiques et de 93% du public. La cote de la série sur IMDb est de 7,4/10.
Imogen West-Knights a écrit une critique mitigée dans The New Statesman, louant en particulier la performance de Skarsgård. Cependant, elle a critiqué le "rythme effréné et les changements de ton" de l'émission et ne s'est pas pleinement engagée dans son commentaire conscient de soi.